# Olszanik
Olszanik (ukr.  Вільшаник) – wieś na Ukrainie w rejonie samborskim obwodu lwowskiego.

## Historia
Pod koniec XIX w. wieś w powiecie samborskim. 

W II Rzeczypospolitej wieś w powiecie samborskim w woj. lwowskim.

W latach 1943–1945 nacjonaliści ukraińscy z OUN-UPA zamordowali tutaj 15 Polaków.